# EDC3
EDC3‏ (Enhancer of mRNA decapping 3) هوَ بروتين يُشَفر بواسطة جين EDC3 في الإنسان.